# IC 1228
IC 1228 је спирална галаксија у сазвјежђу Змај која се налази на листи објеката дубоког неба у Индекс каталогу.
Деклинација објекта је + 65° 35' 8" а ректасцензија 16h 42m 6,4s. Привидна величина (магнитуда) објекта IC 1228 износи 13,4 а фотографска магнитуда 14,2. IC 1228 је још познат и под ознакама UGC 10524, MCG 11-20-26, CGCG 320-38, IRAS 16418+6540, PGC 58804.